# ZombsRoyale.io
ZombsRoyale.io est un jeu vidéo multijoueur free-to-play de type battle royale en 2D, développé par l'entreprise américaine End Game Interactive, sorti en 2018 pour iOS, Android et navigateurs web. Semblable à d'autres titres du genre battle royale, les joueurs se battent contre d'autres joueurs sur une grande carte dans une perspective en vue de dessus, en récupérant des fournitures et des armes.

## Système de jeu
ZombsRoyale.io est un battle royale en 2D en vue du dessus. Le jeu se joue en manches qui durent quelques minutes. Chaque manche admet jusqu'à 100 joueurs, le reste étant rempli par des joueurs contrôlés par des ordinateurs. Le but est d'être le dernier joueur en vie.
Au début d'une partie, les joueurs sont parachutés sur une carte en forme de grille aux environnements simplistes et géométriques. Les joueurs sont représentés par des figures circulaires. La carte est entourée d'une zone bleue circulaire (appelée « le gaz ») qui rétrécit à mesure que le jeu avance, forçant les joueurs à se rejoindre dans une zone de plus en plus petite. Les joueurs subissent de 2 à 10 dégâts sur leur santé s'ils restent longtemps hors limite et peuvent être éliminés s'ils y restent[réf. nécessaire].
Chaque joueur commence sans armes autres que leurs poings. Les armes (par exemple, un fusil à pompe, un fusil d'assaut ou un fusil de précision,) et les objets de guérison peuvent être trouvés sur la carte dans des conteneurs de butin, tels que des boîtes, des caisses et des coffres. Les caisses prennent une apparence différente à chaque endroit, mais la caisse de munitions, la caisse dorée et la caisse normale conservent leur apparence[réf. souhaitée]. Les conteneurs de butin sont situés sur toute la carte, à l'intérieur et à l'extérieur des bâtiments. Certains objets apportent des soins, d'autres augmentent le bouclier du joueur, une potion hydrique améliorent ces deux aspects,.

Les armes ont un pouvoir basé sur leur rareté et sont classées comme communes (gris), peu communes (vert), rares (bleu), épiques (violet), légendaires (or) ou mythiques (rouge). Certaines armes peuvent avoir plusieurs raretés.
Des armes uniques peuvent également être trouvées sur la carte, telles que des shurikens, des lance-flammes, des pistolets en caoutchouc et des pistolets gluants ; ils viennent toujours dans une rareté légendaire ou épique[réf. souhaitée]. Ceux-ci sont stockés dans un inventaire de cinq emplacements (plus un emplacement de mêlée).
Au fur et à mesure des parties, le joueur remporte de l'expérience et monte en niveau. À chaque nouveau palier, il débloque des cosmétiques divers (apparence, arme de mêlée, etc.) qui n'offre pas d'avantages en combat.

### Modes de jeu et monétisation
Il existe plusieurs modes, les principaux étant solo, duos, squads et LTM (modes à durée limitée). Le LTM actif change après un certain temps ; les LTM précédents incluaient : Zombies, Protégez le VIP, Course aux armes, Mode Mystère, 50 contre 50, mode Superpuissance et Crystal Clash.
ZombsRoyale.io est un jeu free-to-play qui propose différentes saisons ; chaque saison, il y a de nouveaux emplacements, fonctionnalités, armes et nouveaux modes[réf. nécessaire]. Chaque saison possède également son propre passe de combat[réf. souhaitée], que le joueur monte de niveau pour gagner des récompenses telles que des produits cosmétiques et des emotes, et bien plus encore. Il existe deux monnaies différentes dans le jeu, les pièces et les pierres précieuses[réf. nécessaire]. Les gemmes peuvent être utilisées pour améliorer le passe de combat ou acheter des cosmétiques/objets dans la boutique (certains articles en vente peuvent être achetés avec un prix de gemmes moins cher). Actuellement, le jeu en est au debut de la saison 46, avec une nouvelle saison arrivant tous les 48 jours environ[réf. nécessaire].

## Commercialisation
ZombsRoyale.io sort d'abord sur PC via navigateur web en mars 2018. Puis, le jeu est adapté sur iOS et enfin sur Android[réf. souhaitée].

## Développement
ZombsRoyale.io est développé par End Game Interactive. Le studio a commencé à créer des sites web tels que PokeVision, qui aide les utilisateurs à attraper des Pokémon dans Pokémon Go. Ils ont ensuite commencé à créer des jeux par navigateur après avoir constaté le succès d'autres jeux tels que Slither.io. Ils ont d'abord créé Lasersharks.io, suivi de Zombs.io, puis Spinz.io et enfin ZombsRoyale.io. End Game a depuis créé d'autres jeux tels que Fishington.io et Betrayal.io. ZombsRoyale.io a été construit en quatre semaines environ, et après son lancement réussi, End Game a passé le reste de 2018 à le soutenir[réf. nécessaire].

## Accueil
- Millenium : 86/100[1]